# Eurya glaberrima
Eurya glaberrima är en tvåhjärtbladig växtart som beskrevs av Bunzo Hayata. Eurya glaberrima ingår i släktet Eurya och familjen Pentaphylacaceae. Utöver nominatformen finns också underarten E. g. taitungensis.